# Xulme
Xulme o Ŝulme va ser rei de Sumer de la Dinastia Guti, que va regnar cap a finals del tercer mil·lenni aC. Segons la Llista de reis sumeris va regnar durant sis anys, va ser successor de Sarlabag i el va succeir Silulumeix o Elulmeix.